# 田中充 (社会学者)
田中 充（たなか みつる、1952年 - ）は、日本の社会学者。法政大学名誉教授。法政大学地域環境センター客員教授。人間環境問題研究会理事。第26回地方自治研究全国集会『地方自治賞優秀賞』受賞。

## 略歴
東京大学卒業後、東京大学大学院理学系研究科理学専攻にて修士号を取得。1978年から、川崎市役所公害局水質課に勤務した後、東京工業大学非常勤講師や明治学院大学国際学部講師を務め、環境局環境企画室主幹を担当。
2001年より、法政大学大学院政策科学研究科、法政大学社会学部教授。2009年、法政大学地域研究センター・運営委員。2014年から2016年の2年間、法政大学社会学部学部長に就任。

## 社会的活動
- 2001年 - 日本環境社会学会 研究活動推進委員
- 2003年 - 人間環境問題研究会 理事
- 2008年 - 環境アセスメント学会 理事・学術委員会委員
- 2011年 - 環境科学会 表彰委員会委員
- 2016年 - 環境アセスメント学会 学会長・理事

## 著作等

### 共著・編著
- 『ライブリー・ポリティクス』（総合労働研究所、1985年）
- 『環境自治体をめざして』（自治研中央推進委員会、1991年）
- 『あなたのまちのエコチェック・25』（アースディ・日本、1992年）
- 『環境自治体の創造』（学陽書房、1992年）
- 『環境自治体実戦ガイド』（全日本自治団体労働組合、1993年）
- 『環境自治体づくりへの展開』（自治労政策局、1993年）
- 『環境都市・東京の創造』（自治労東京都区職員労働組合、1994年）
- 『川崎市の環境基本条例に学ぶ』（コープ出版、1994年）
- 『分権社会の創造』（東洋経済新報社、1996年）
- 『地球市民の心と智恵』（中央法規出版、1997年）
- 『市民のイニシアティブ』（拓植書房新社、1999年）
- 『地方分権と自治体改革―自治体改革と地域づくり―』（東京法令出版、2000年）
- 『環境影響評価法実務―環境アセスメントの総合的研究』（信山社、2000年）
- 『環境新価値への転換－21世紀の環境自治体づくり』（自治研中央推進委員会 、2001年）
- 『環境法キーワード事典』（第一法規出版、2001年）
- 『環境法辞典』（有斐閣、2002年）
- 『環境自治体づくりの戦略』（ぎょうせい、2002年）
- 『環境社会学』（放送大学教育振興会、2003年）
- 『循環と共生の環境づくり』（ぎょうせい、2005年）
- 『環境アセスメント学の基礎』（恒星社厚生閣、2013年）
- 『環境アセスメント学入門』（恒星社厚生閣、2019年）

## 専門分野
- 環境政策
- 農学

## 受賞歴
- 川崎市「都市における水再生の展望―二ヶ領用水の再生に向けての課題」市制60周年記念論文最優秀賞（1984年）
- 毎日郷土提言賞「環境自治体のはじまり」神奈川県最優秀賞（1992年）
- 第26回地方自治研究全国集会「大都市共闘の試み―都市環境フォーラムの実践」地方自治賞優秀賞（1995年）
- 日本計画行政学会 学術賞論文賞（2018年）